# Етиопско царство
Етиопско царство, знано и под именом Абисинија, обухватало је територију данашњих држава Етиопије и Еритреје. На врхунцу своје моћи обухватало је делове јужног Египта, источног Судана, Јемена и запад Саудијске Арабије.
То царство трајало је од 1137. године (ако се почетак рачуна од првих владара из династије Загај) све до 1974, кад је свргнут последњи цар Хајле Селасије у војном удару.
Својевремено је словило за најстарије царство на свету, и било је једина изворна афричка политичка творевина која је одолела ударцима колонијализма у 19. веку.

## Рана историја Етиопског царства
Старо подручје Етиопије, заједно с Еритрејом и југоисточном обалом Судана на Црвеном мору чинило је оно што су древни Египћани звали Пунт, о чему први записи сежу до 25. века п. н. е.
Оснивање прве државе на тлу Етиопије сеже до 980. п. н. е. и време цара Менелика I.

### Време Аксума
Око 400. п. н. е., установљено је Краљевство Аксум које је контролисало обални поморски промет миродијама за Индију. Аксум је развио живе трговачке везе с Египтом и Римом.
Негде око 300. године, Краљевство Аксум прихватило је хришћанство и заузело суседно Краљевство Куш у суседном Судану. Тада се почело употребљавати први пут и име Етиопија. Аксум се проширио и на западну обалу Арапског полуострва. То је био врхунац моћи отг краљевства, када је цветала трговина с Византијом. Након што су муслимани заузели Египат, отпочела је пропаст Аксумског краљевства и бег са обала Црвеног мора на сигурнију Етиопску висораван у унутрашњости земље. Последњег Аксумског краља убила је мистериозна краљица Гудит око 960. године.

## Етиопско мрачно доба
Од краљице Гудит (или Јодит), почиње мрачно доба Етиопије. По етиопским легендама она је владала над остацима Краљевства Аксум преко 40 година. Потом су владали њени наследници над све беднијим остацима некад моћног Аксума.

## Династија Загај
Власт наследника краљице Гудит докинуо је Мара Такла Хајманот, оснивач Династије Загај 1137. године. Седиште њихова царства био је град Адафа, поред Лалибеле у планинама Ласта. Владари Династије Загај наставили су са хришћанским традицијама Краљевства Аксум и подигли бројне величанствене цркве попут оних у Лалибели.

## Соломонска династија
Династију Загај су с власти збацили владари Соломонске династије 1270. године. Они су владали Етиопијом уз мали прекид од 1270. све до 1974. године. Уз њихову владавину веже се савремена историја Етиопије и Еритреје. Они су се успешно носили са бројним нападима на своје царство које су на њих вршили Арапи и Османско царство, па су остали практично изолована оаза у исламском свету.

### Доба принчева
Од 1769, па све до 1855. године, Етиопија је била у добу којег историчари зову Доба принчева (Земене Месафинт). Тај период Етиопског царства обележили су бројни међусобни сукоби још бројнијих месних моћника. Царство је сведено на град Гондар и његову непосредну околицу. То је било доба велике стагнације и осиромашења друштва у целости. То доба окончао је цар Теводрос II, за чије владавине је окончана власт месних негуша.

## Колонијализам и модернизација
Од 1880. године започело је доба европске борбе за колоније по Африци и истовремени процес модернизације Етиопског царства. За Првог италијанско-абисинског рата, свет је шокирао резултат Битке код Адве из 1896. године, кад је војска цара Менелика II победила надмоћну војску Краљевине Италије и тако очувала независност Етиопије.
За време своје владавине, Менелик II је успео поновно проширити своје царство, што се отприлике подудара с границама данашње Етиопије.

## Италијанска окупација и Други светски рат
Други италијански напад на Етиопију 3. октобра 1935, под заповедништвом генерала Емилија Де Бона из Еритреје означио је почетак Другог италијанско-абисинског рата. Рат је трајао седам месеци, након чега је Италија утемељила своју колонијалну творевину Италијанску источну Африку, а цар Хајле Селасије отишао је у прогонство. И поред свих резолуција и изгласаних санкција Лиге народа, Италија је остала владати Етиопијом све до краја Другог светског рата у Источној Африци (крај 1941. године).
Након рата обновљено је Етиопско царство, а 1950-их поновно враћена и Еритреја у састав царства.

## Пад царства
Након учесталих немира у земљи једна радикална група марксистичких младих официра (Дерг) на челу с пуковником Менгисту Хајле Маријамом, извела је војни удар и свргнула последњег етиопског цара Хајле Селасија 1974. године. Тај догађај био је и званични крај Етиопског царства.